# Gabby Duran Alien Sitter
Gabby Duran Alien Sitter (Gabby Duran & the Unsittables) è una serie televisiva statunitense di fantascienza creata da Mike Alber e Gabe Snyder, basata sul romanzo Gabby Duran and the Unsittables di Elise Allen e Daryle Conners.
La serie è trasmessa negli Stati Uniti dall'11 ottobre 2019 al 26 novembre 2021 su Disney Channel. In Italia la serie è distribuita dal 12 febbraio 2021 su Disney+.

## Trama
Dopo aver vissuto nell'ombra della madre e della sorella minore, Gabby Duran trova il suo momento per brillare quando ottiene un lavoro dal preside Swift come babysitter a un gruppo di bambini extraterrestri che si sono nascosti sulla Terra camuffati da umani.

## Personaggi e interpreti
- Gabby Duran, interpretata da Kylie Cantrall e doppiata da Lucrezia Roma. È una tredicenne piena di risorse e coraggio. Ottiene dal preside della sua scuola il compito di fare da baby sitter a dei bambini extraterrestri.
- Wesley, interpretato da Maxwell Acee Donovan e doppiato da Lorenzo Crisci. È il migliore amico di Gabby. Complottista, aiuta Gabby a mantenere il suo segreto.
- Jeremy, interpretato da Callan Farris e doppiato da Mattia Moresco. È un alieno blob mutaforma proveniente dal pianeta Gor-Monia, dove è l'erede al trono.
- Olivia, interpretata da Coco Christo e doppiata da Alessandra Cannavale. È la sorella minore di Gabby.
- Dina, interpretata da Valery Ortiz e doppiata da Perla Liberatori. È la madre premurosa di Gabby che lavora come giornalista per Channel 6.
- Preside Swift, interpretato da Nathan Lovejoy e doppiato da Daniele Giuliani. È il preside della scuola media di Havensburg. È in realtà un extraterrestre e lo zio di Jeremy. Arruola Gabby per fare da babysitter a Jeremy e ad alcuni bambini alieni.

## Episodi
| Stagione         | Episodi | Prima TV USA | Pubblicazione Italia |
| ---------------- | ------- | ------------ | -------------------- |
| Prima stagione   | 20      | 2019-2020    | 2021                 |
| Seconda stagione | 21      | 2021         | 2022                 |

## Sigla
La sigla, dal titolo I Do My Thing, è cantata dalla protagonista Kylie Cantrall.

## Produzione e trasmissione
Il 3 agosto 2018 Disney Channel ha dato il via libera alla produzione della serie a Vancouver, Canada, con la messa in onda prevista per il 2019. Il 2 agosto 2019 è stato rivelato che la serie avrebbe debuttato ad ottobre 2019. Il 29 agosto Disney Channel ha annunciato la data esatta, l'11 ottobre 2019. 
Il 7 ottobre 2019, prima della trasmissione della prima stagione, la serie è stata rinnovata per una seconda stagione, che ha debuttato il 4 giugno 2021.
Il 6 dicembre 2021 è stato annunciato che la serie è stata cancellata dopo due stagioni.
In Italia la prima stagione è stata pubblicata su Disney+ il 12 febbraio 2021.